# Il sapore della vendetta (Abercrombie)
Il sapore della vendetta è un romanzo autoconclusivo collegato alla trilogia fantasy de La Prima Legge dello scrittore britannico Joe Abercrombie. Il romanzo è stato pubblicato nel Regno Unito da Gollancz nel 2009 e in seguito tradotto in italiano e pubblicato nel 2014.

## Trama
Il sapore della vendetta si svolge tre anni dopo gli eventi de La prima legge in Stiria, una terra formata da città-stato in perenne guerra tra di loro che ricorda l'Italia pre-rinascimentale (anche per i diversi riferimenti all'architettura e al clima temperato).
Monzcarro "Monza" Murcatto è la famigerata capo della compagnia mercenaria de Le Mille Spade e ha appena chiuso una campagna vittoriosa al servizio del potente Granduca Orso di Talins, diventando ricca e suo malgrado molto popolare. Orso decide di sbarazzarsi dunque di lei e del fratello Benna, braccio destro di Monza e suo fedelissimo e abile consigliere, sgozzando il primo e lanciando la seconda giù per una scarpata dal palazzo. Sfortunatamente per Orso, Monza sopravvive alla caduta.
Ora il Serpente di Talins vuole vendetta contro i sette responsabili dell'assassinio del fratello e del tradimento nei suoi confronti: La guardia del corpo di Orso Gobba, il suo banchiere Mauthis, il generale dei suoi eserciti Ganmark, il suo infido secondo in comando Fedele Carpi, i suoi figli il principe Ario e il conte Foscar, e infine lo stesso Orso.
Per l'impresa si avvale dell'aiuto di uno strano carnevale d'emarginati: Caul Brivido, un uomo del Nord che cerca di ricominciare da capo dopo aver combattuto di fianco a Mastino e Novedita il Sanguinario nei precedenti capitoli della saga; Ghigno, un ex detenuto ossessionato dai numeri che spera solo di tornare un giorno in carcere; Castor Morveer, tanto sbruffone quanto pratico d'avvelenamenti, che viaggia assieme alla sua assistente Day; Shylo Vitari, una ex Pratico che aveva lavorato lo storpio nella difesa di Dragoska; e ultimo, ma non meno importante, l'amabile canaglia e ubriacone Nicomo Cosca, ex capo delle Mille Spade a suo tempo tradito e spodestato proprio dai fratelli Monzcarro.
Lungo la strada, non solo uccidono i loro obiettivi, ma avvelenano un'intera banca piena di persone a Westport, radono al suolo un bordello a Sipani e giocano un ruolo non da poco nel destino della Stiria nel suo insieme. Prima che Monza uccida finalmente lo stesso duca Orso, questi rivela che le sue paure erano fondate e Benna stava davvero progettando di usurparlo all'insaputa di Monza.
Nel frattempo, varie sottotrame intrecciano la sanguinosa vendetta violenta di Monza: se i grandi e immortali maghi Bayaz e Khalul continuano le loro macchinazioni sulla grande scacchiera della Stiria rimanendo nell'ombra, e si completa la trasformazione morale di Caul Brivido da simpatico ottimista in quell'assassino a sangue freddo che conosceremo meglio in Heroes, attraverso i flashback di Monza apprendiamo che la sua reputazione di macellaio di innocenti non era poi così fondata, mentre lo erano le voci di un rapporto incestuoso col fratello. Infine, nella trama compara un misterioso assassino chiamato Shenkt, probabilmente un Mangiatore, che sembra un battitore libero e vuole utilizzare Monza per vendicarsi contro Bayaz.
Alla fine, Monza piuttosto inaspettatamente diventa Granduchessa di Talins proprio come aveva pianificato Benna, e in un secondo momento Shenkt, libera con disprezzo Brivido (all'ultimo s'era ribellato cercando d'assassinarla) che se ne torna al Nord, e assiste alla nuova ascesa di Cosca (supportato da Ghigno) come capo del famigerato gruppo di mercenari.

## Edizioni
- Joe Abercrombie, Il sapore della Vendetta, traduzione di Edoardo Rialti, Gargoyle, 2014,  p. 796, ISBN 978-8898172306.